# Kristin Nørstebø
Kristin Nørstebø (* 9. September 1990 in Bærum, Norwegen) ist eine ehemalige norwegische Handballspielerin, die dem Kader der norwegischen Nationalmannschaft angehörte.

## Karriere

### Im Verein
Nørstebø begann im Jahr 2003 das Handballspielen in ihrer Geburtsstadt bei Stabæk Håndball. Ab der Saison 2009/10 lief die Rückraumspielerin für die Damenmannschaft von Stabæk in der höchsten norwegischen Spielklasse auf. Im Sommer 2013 schloss sie sich dem Ligakonkurrenten Glassverket IF an. In der Saison 2014/15 belegte Nørstebø mit Glassverket, hinter den Rekordmeister Larvik HK, den zweiten Platz in der Eliteserien. Ein Jahr später wechselte Nørstebø zum norwegischen Erstligisten Vipers Kristiansand. Mit den Vipers gewann sie 2018 die norwegische Meisterschaft und stand im selben Jahr im Finale des EHF-Pokals. Anschließend unterschrieb sie einen Vertrag bei Tertnes IL. Nach zwei Spielzeiten bei Tertnes beendete sie ihre Karriere.

### In der Nationalmannschaft
Nørstebø lief 29-mal für die norwegische Jugendnationalmannschaft und 17-mal für die norwegische Juniorinnennationalmannschaft auf. Im Jahr 2010 errang sie mit der norwegischen Auswahlmannschaft bei der U-20-Weltmeisterschaft die Goldmedaille. Im Jahr darauf bestritt Nørstebø am 26. März 2011 ihr Debüt für die norwegische Nationalmannschaft, für die sie insgesamt sechs Länderspiele absolvierte. Weiterhin lief sie 9-mal für die norwegische B-Nationalmannschaft auf. Mit der norwegischen Beachhandballnationalmannschaft nahm sie 2012 an der Beachhandball-Weltmeisterschaft teil und gewann die Bronzemedaille.